# Angel Express
Angel Express ist ein deutscher Spielfilm von Rolf Peter Kahl aus dem Jahr 1998. In Episoden erzählt der Film vom Berliner Großstadtleben. Er hatte seine Premiere am 1. Juli 1998 beim Filmfest München. Der Kinostart war am 15. April 1999.

## Inhalt
Von der Arbeit erschöpft steigt eine junge Frau in ein Taxi. Im Rückspiegel erkennt die Fahrerin, dass sie eine Prostituierte ist. Es stellt sich heraus, dass die Fahrerin tagsüber Jura studiert. Sie beginnt einen langen Vortrag über den Mangel an gewerkschaftlichen Strukturen und gesetzlicher Regelung im Gewerbe der Prostituierten. Schließlich zieht die Prostituierte eine Waffe und raubt die Fahrerin aus.
Der Film ist ein Personen-Puzzle ohne klassische Dramaturgie. Er erzählt von der verzweifelten Prostituierten, dem verliebten Polizisten, der Fotografin, dem Model und dem Exzentriker. Alle sind sie Großstadt-Singles, die in den Tag und die Nacht hinein leben, auf der Suche nach sich selbst und anderen.

## Hintergrund
Als Produktionsfirmen fungierten Roxy Film (München) und ErdbeermundFilm (Berlin), die den Film mit finanzieller Unterstützung des Filmboard Berlin-Brandenburg realisierten. Die Dreharbeiten dauerten vom 25. November bis 21. Dezember 1997.
Zum Film wurde 2011 ein Director’s Cut veröffentlicht, der am 18. Januar beim Filmfestival Max Ophüls Preis in Saarbrücken erstaufgeführt wurde.

## Rezeption
Der film-dienst sah einen „Erstlingsfilm, der eine Atmosphäre aus Kälte und Einsamkeit, Techno und Tempo“ konstruiere. Dabei würden sich die Figuren „in ihrem Habitus, aber auch in ihren Dialogen zu schnell als künstliche Produkte“ zu erkennen geben. Cinema hob vor allem die „großartigen Nachwuchsschauspieler“ hervor. Den „Rhythmus […] der Gier nach Leben“ gebe „ein erbarmungslos hämmernder Soundtrack vor“, dennoch blieben die Gesten der Figuren „leer, ihre Wege ziellos“. Auf diese Weise würde ein „desillusioniertes Porträt“ entstehen, das Kahl „intelligent“ zeichne.

## Auszeichnungen
Beim Max-Ophüls-Filmfestival 1999 war Rolf Peter Kahl für den Max Ophüls Preis nominiert. Bereits 1998 war der Film beim Internationalen Filmfest Oldenburg für den Publikumspreis nominiert.